# Bibliothèque FamilySearch
 (décembre 2020).
Si vous disposez d'ouvrages ou d'articles de référence ou si vous connaissez des sites web de qualité traitant du thème abordé ici, merci de compléter l'article en donnant les références utiles à sa vérifiabilité et en les liant à la section « Notes et références ».
La FamilySearchLibrary (en français : « Bibliothèque FamilySearch ») est un établissement de recherches généalogiques, basé à Salt Lake City (Utah, États-Unis), géré par l'organisation FamilySearch maintenue par l'Église de Jésus-Christ des saints des derniers jours, ouvert aux chercheurs du monde entier.
Le bâtiment actuel, inauguré le 23 octobre 1985, a une superficie d'environ 37 000 m2, répartis sur cinq niveaux.
En 2022, la Bibliothèque d'histoire familiale est renommée FamilySearch Library (en français Bibliothèque FamilySearch).

## Facilités à la disposition des chercheurs
Les chercheurs sont en outre aidés et orientés par la présence permanente d'une bonne centaine d'employés à plein temps, sans compter la présence par roulement d'environ 400 bénévoles de l'Église ou non, spécialement formés à cet effet.
La FamilySearch Library dispose de centaines d'annexes, des Centres FamilySearch, un peu partout à travers le monde, dans lesquelles les chercheurs peuvent gratuitement consulter en ligne les archives numérisées dont l'accès est soumis à restriction par leurs propriétaires, et dont les microfilms originaux sont conservés dans la « bibliothèque centrale » de Salt Lake City.
Même si cette base de données permet chaque année de baptiser post mortem des milliers de personnes, nées au-delà de 120 ans, n'ayant jamais été membres de l'Eglise de Jésus-Christ des Saints des Derniers Jours de leur vivant, il paraît utile de préciser que jamais les chercheurs extérieurs à l'Église ne sont en proie à un quelconque prosélytisme religieux des membres de l'Église, que ce soit au sein de la bibliothèque à Salt Lake City ou dans les annexes dans le monde.

## Pour approfondir